# Kolibabovce
Kolibabovce est un village de Slovaquie situé dans la région de Košice.

## Histoire
Première mention écrite du village en 1567.

## Démographie

### Évolution de la population
| Année:               | 1994. | 2004.    | 2014.   | 2024.   |
| -------------------- | ----- | -------- | ------- | ------- |
| Nombre de personnes: | 165   | 189      | 193     | 199     |
| Différence:          |       | +14,54 % | +2,11 % | +3,10 % |

| Année:               | 2023. | 2024.   |
| -------------------- | ----- | ------- |
| Nombre de personnes: | 201   | 199     |
| Différence:          |       | -0,99 % |

## Politique
| Nom          | Parti politique | Date de l'élection | Fin du mandat |
| ------------ | --------------- | ------------------ | ------------- |
| Milan Chomič | ĽS-HZDS         | 02.12.2006         | Déc. 2010     |